# ¿Quiere casarse conmigo?
¿Quiere casarse conmigo? es una película coproducción de Argentina y España filmada en colores,  dirigida por Enrique Carreras sobre el guion de Abel Santa Cruz según su propia obra teatral Los ojos llenos de amor que se estrenó el 2 de marzo de 1967 y que tuvo como principales protagonistas a Palito Ortega, Sonia Bruno y Aída Luz. Una versión anterior fue dirigida por Carlos Schlieper en 1954 y exhibida como Los ojos llenos de amor.

## Sinopsis
Tito Crespo (Palito Ortega) es una aclamada estrella que accede a la proposición de Elena (Sonia Bruno), una fan, cuando esta le propone fingir durante un mes que están casados. Crespo emplea este engaño como coartada a la espera de terminar con su contrato con el productor y poder escapar con la pareja de este, pero durante el mes de convivencia con Elena todo empezará a cambiar en la vida del mujeriego artista.

## Reparto
- Palito Ortega como Tito Crespo.
- Sonia Bruno como Elena.
- Aída Luz como Agustina.
- Eddie Pequenino como Sampognatto.
- Tono Andreu como Nicanor.
- Mariquita Gallegos como Patricia.
- Juan Carlos Altavista como Mandadero.
- Guido Gorgatti como Modisto.
- Rosalía como Rosalía.
- Ignacio de Soroa como presentador en boîte.
- Atilio Pozzobón como empleado de Sampognatto.
- Karina como compañera de Elena en el teatro.
- Catalina Speroni.
- Rafael Diserio como empleado en el teatro que trae el bordereaux.

## Comentarios
Manrupe y Portela escriben:

”Llama la atención ver su esfuerzo por resultar divertida”.